# Nival Interactive
Nival Interactive är en rysk spelutvecklingstudio huvudsakligen baserad i Moskva. Det grundades 1996 av Sergei Orlovski.

## Spel
- Rage of Mages (1998)
- Rage of Mages II: Necromancer (1999)
- Etherlords (2001)
- Etherlords II (2003)
- Blitzkrieg (2003)
- Silent Storm (2003)
- Blitzkrieg II (2005)
- Hammer & Sickle (2005)
- Night Watch (2005)
- Heroes of Might and Magic V (2006)